# Planetare Verteidigung

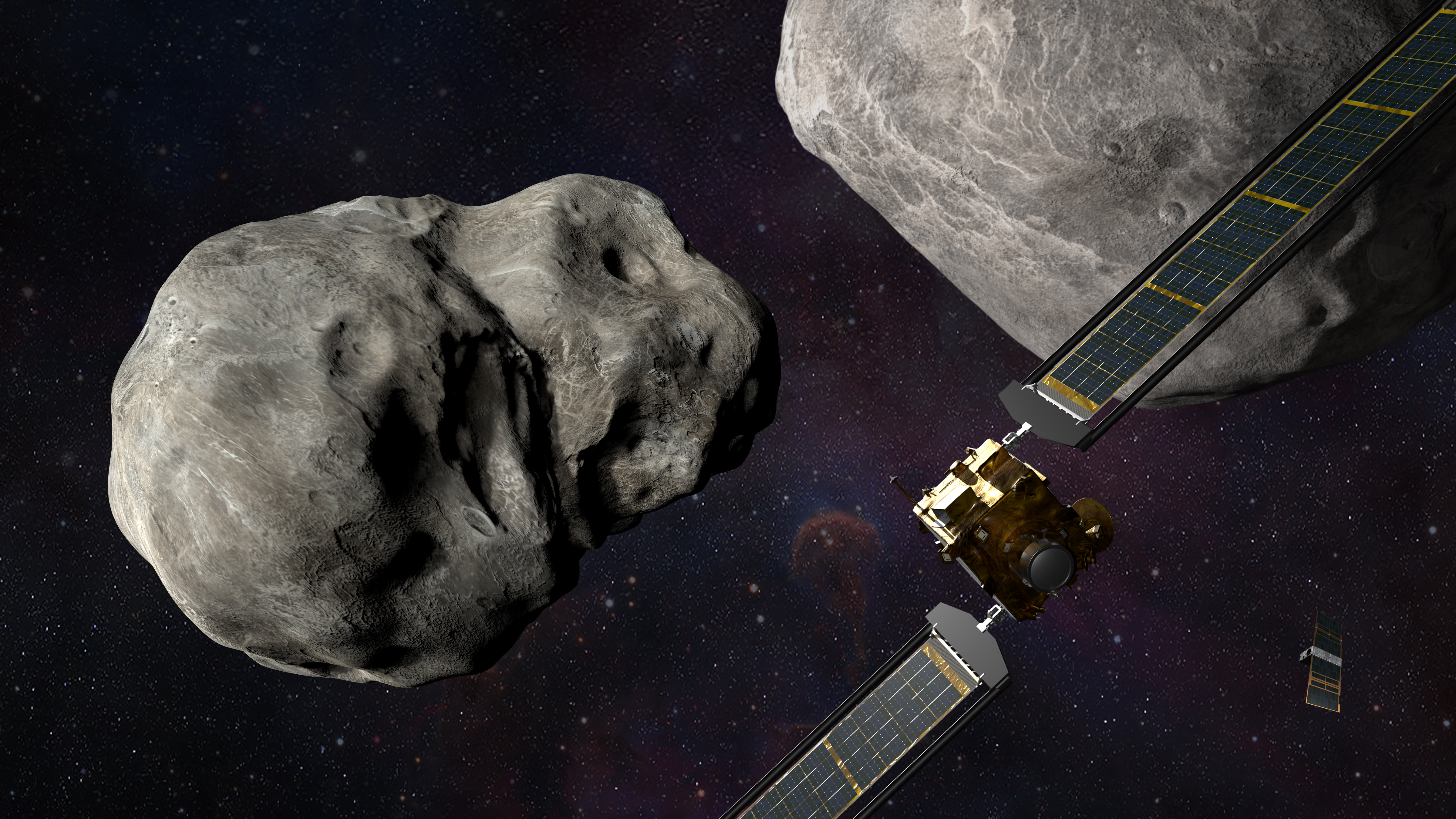
Illustration der 2022 von der NASA durchgeführten Mission DART, welche eine Raumsonde mit einem Asteroiden kollidieren ließ und so dessen Laufbahn veränderte.

Als planetare Verteidigung (englisch planetary defense) werden Pläne bezeichnet, die Menschheit durch technische Methoden und Maßnahmen vor extraterrestrischen Bedrohungen des Planeten Erde zu schützen. Dabei handelt es sich entweder um den Einschlag eines sehr großen Meteoriten (auch Impakt genannt) oder den möglichen Einfall von intelligenten außerirdischen Lebensformen (Invasion). Im Gegensatz dazu geht es beim planetaren Schutz (Planetary Protection) um die Verhinderung eines unabsichtlichen Eindringens von Lebensformen in eine andere Biosphäre (Kontamination).

## Mögliche Bedrohungsfaktoren

### Einschlag eines Himmelskörpers auf der Erde

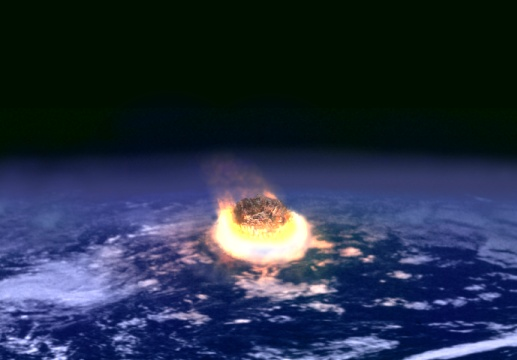
Künstlerische Interpretation eines großen Einschlagsereignisses: Die Kollision eines mehrere Kilometer großen Asteroiden mit der Erde würde mehr Energie freisetzen als Millionen Atombomben.

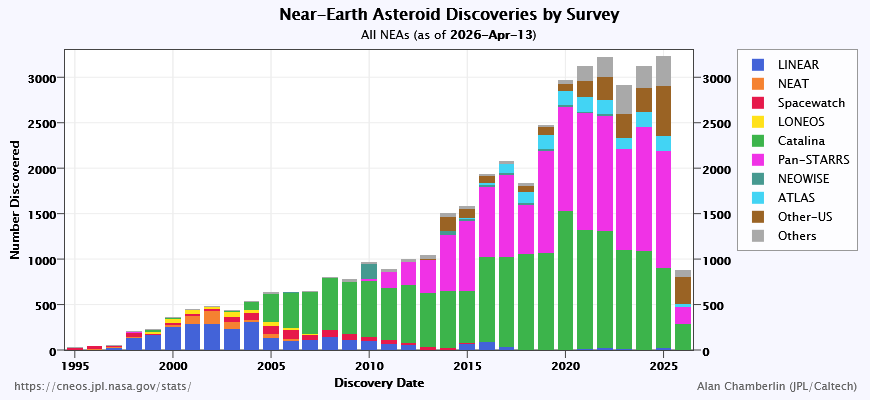
Zahl der erdnahen Objekte, detektiert durch verschiedene Projekte
LINEAR
NEAT
Spacewatch
LONEOS
Catalina Sky Survey
Pan-STARRS
NeoWise
alle anderen

Eine potentielle Gefahr wäre ein astronomisches Ereignis, wie der Einschlag eines erdnahen Objektes auf der Erde oder eine Detonation eines derartigen Objektes in der Erdatmosphäre. Abhängig von Beschaffenheit, Masse, Dichte, Druckfestigkeit, Aufprallwinkel bzw. der lokalen geologischen Beschaffenheit des Einschlaggebietes könnte schon ein Objekt mit 10 Metern Durchmesser aufgrund seiner Orbitalgeschwindigkeit und der zusätzlichen Beschleunigung, die es durch die Erdanziehung erhält, beträchtlichen Schaden verursachen. Aus astrodynamischen Gründen können Objekte Kollisionsgeschwindigkeiten von mehr als 72 km/s erreichen und verfügen dadurch über eine erhebliche kinetische Energie und im ungünstigsten anzunehmenden Fall über ein enormes Zerstörungspotential. Beim Eintritt in die Atmosphäre entstehen ballistische Schockwellen.
Jarkowski-Effekt und gravitational keyhole können zusätzliche relevante Einflüsse auf den Bahnverlauf erdnaher Objekte haben, daher können Bahnbestimmungen sehr komplex sein.

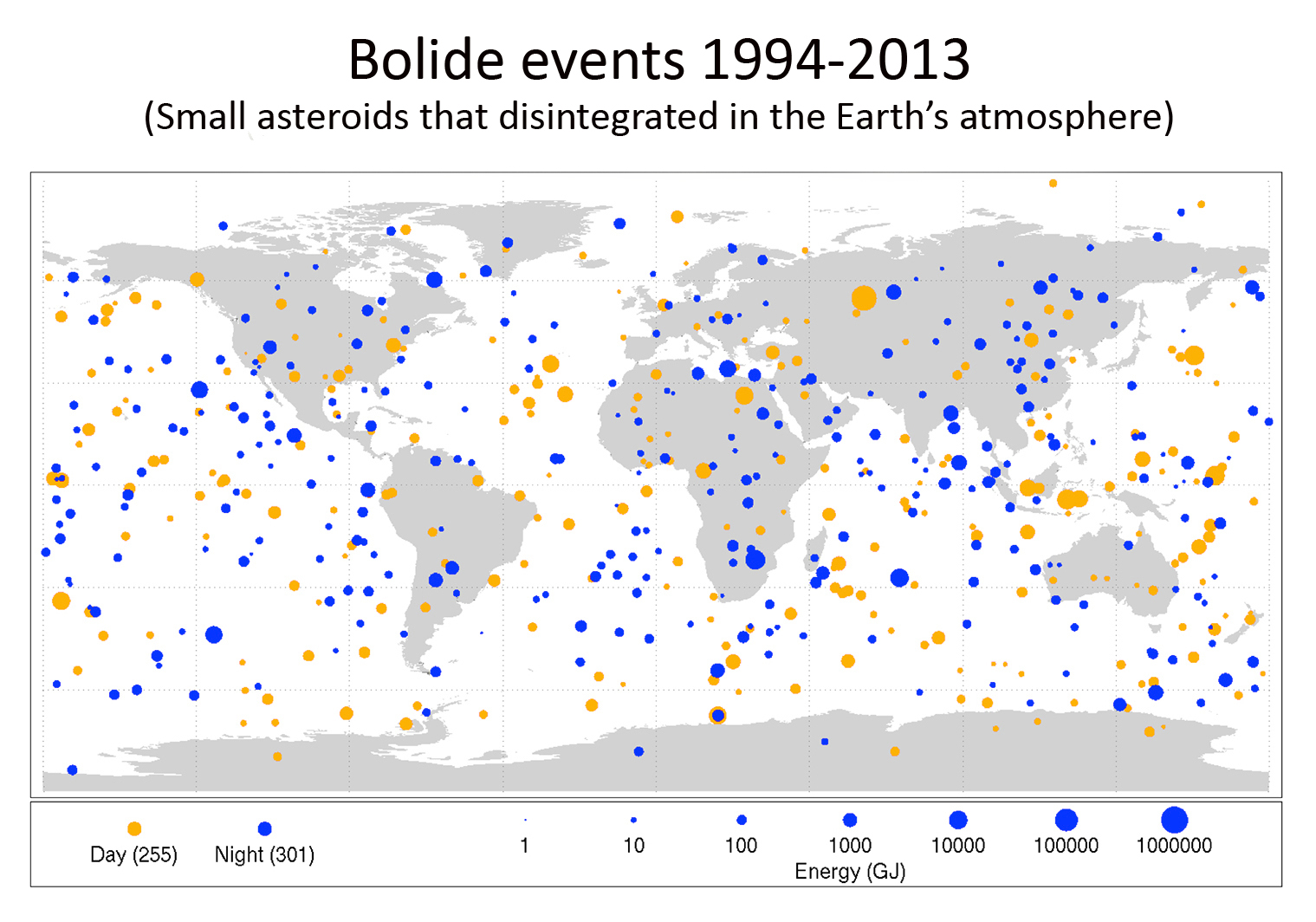
Detektierte Bolidenereignisse

In der Vergangenheit kam es immer wieder zu Kollisionen verschieden großer Objekte mit der Erde, wie z. B. dem KT-Impakt vor 66 Mio. Jahren. Sichtbare Spuren und fossile Überreste von Einschlagkratern finden sich an vielen Orten auf der Erde.
Auch in jüngster Zeit kam es zu extremen Annäherungen und Beinahe-Kollisionen, sog. Near-Miss-Szenarien, wie z. B. bei (4581) Asclepius oder (612901) 2004 XP14, (308635) 2005 YU55, 2009 DD45 und 2019 OK. Die Vorwarnzeiten im Falle einer Kollision wären in manchen Fällen sehr kurz gewesen, wie bei 2014 AA, oder die Objekte wurden sogar erst nach ihrem Vorbeiflug entdeckt, wie bei 2018 AH, 2002 MN und (4581) Asclepius.
1908 kam es zu einer Detonation in der Atmosphäre (englisch air burst) über Tunguska in Sibirien. Forscher gehen davon aus, dass ein Objekt mit einem Durchmesser von vermutlich 50 m in einer Höhe von etwa 8 bis 12 km explodierte und dabei Energien von 15 bis 20 Megatonnen TNT freisetzte. Explosionen und Fragmentierungen von Boliden werden jedes Jahr detektiert. Bis 2009 stellte die US Air Force Wissenschaftlern Infrarot-Beobachtungsdaten aus dem Defense Support Program zur Verfügung. Infraschall-Messstellen der CTBTO registrierten im Zeitraum 2000 bis 2013 insgesamt 26 Ereignisse zwischen 1 und 600 kT. Von 1994 bis 2013 wurden weltweit 556 Bolidenereignisse detektiert. Der Meteor von Tscheljabinsk trat mit einer Geschwindigkeit von etwa 19 km/s in die Erdatmosphäre ein, fragmentierte in einer Höhe von etwa 45 km und setzte bei dem folgenden Airburst in einer Höhe von 30 bis 27 km ein TNT-Äquivalent von mehr als 500 kT frei. Auch auf dem Erdmond kommt es jedes Jahr zu Einschlägen.

### Invasion durch außerirdische Lebensformen
Ein weiteres Bedrohungsszenario wäre eine Invasion durch möglicherweise existierende, aggressive, feindliche außerirdische Lebensformen. Dieses Szenario findet sich in vielen Variationen in der Science-Fiction-Literatur und entsprechenden Filmen. Bislang ist nicht bekannt, ob extraterrestrisches Leben in irgendeiner Form existiert, Forschungsbemühungen der Astrobiologie und die Suche nach außerirdischer Intelligenz blieben bisher erfolglos. Dennoch sehen manche Forscher ein Risiko in der Bedrohung durch aggressive außerirdische Zivilisationen. Der Astronom Alexander Saizew prägte den Begriff Darth-Vader-Szenario – benannt nach einer Szene bzw. den Figuren aus Star Wars – für eine kriegerische Auseinandersetzung, bei der die Menschheit von einer außerirdischen Zivilisation angegriffen wird.
In den 1970er Jahren befürchtete der Astronom Martin Ryle im Zusammenhang mit einer vom Arecibo-Observatorium in den Weltraum gesendeten Botschaft ungewollte Auswirkungen wie eine Invasion, Kolonisation und Ausbeutung der terrestrischen Ressourcen durch eine intelligente extraterrestrische Spezies. Auch Stephen Hawking, David Brin, Jared Diamond, Freeman Dyson, Ronald N. Bracewell und Simon Conway Morris warnten vor möglichen Auswirkungen.
Beim Jahrestreffen der AAAS 2015 forderten Forscher, vermehrt Projekte mit Botschaften an Außerirdische (aktives SETI) zu betreiben und systematisch Signale in den Weltraum zu senden. Gegner dieser Methode wiesen erneut auf enorme potentielle Konsequenzen und Implikationen hin.
2011 veröffentlichten die Planetary Science Division der NASA und die Pennsylvania State University eine Studie, die auch verschiedene Invasions- und destruktive Erstkontakt-Szenarien thematisierte.
Forscher bezeichnen diese theoretisch möglichen Ereignisse mit niedriger Eintrittswahrscheinlichkeit, aber gegebenenfalls weitreichenden Konsequenzen, auch als High-Impact/Low-Probability (HILP) events, black swan events oder als Wild Card.

## Abwehrstrategien und Projekte gegen Asteroiden

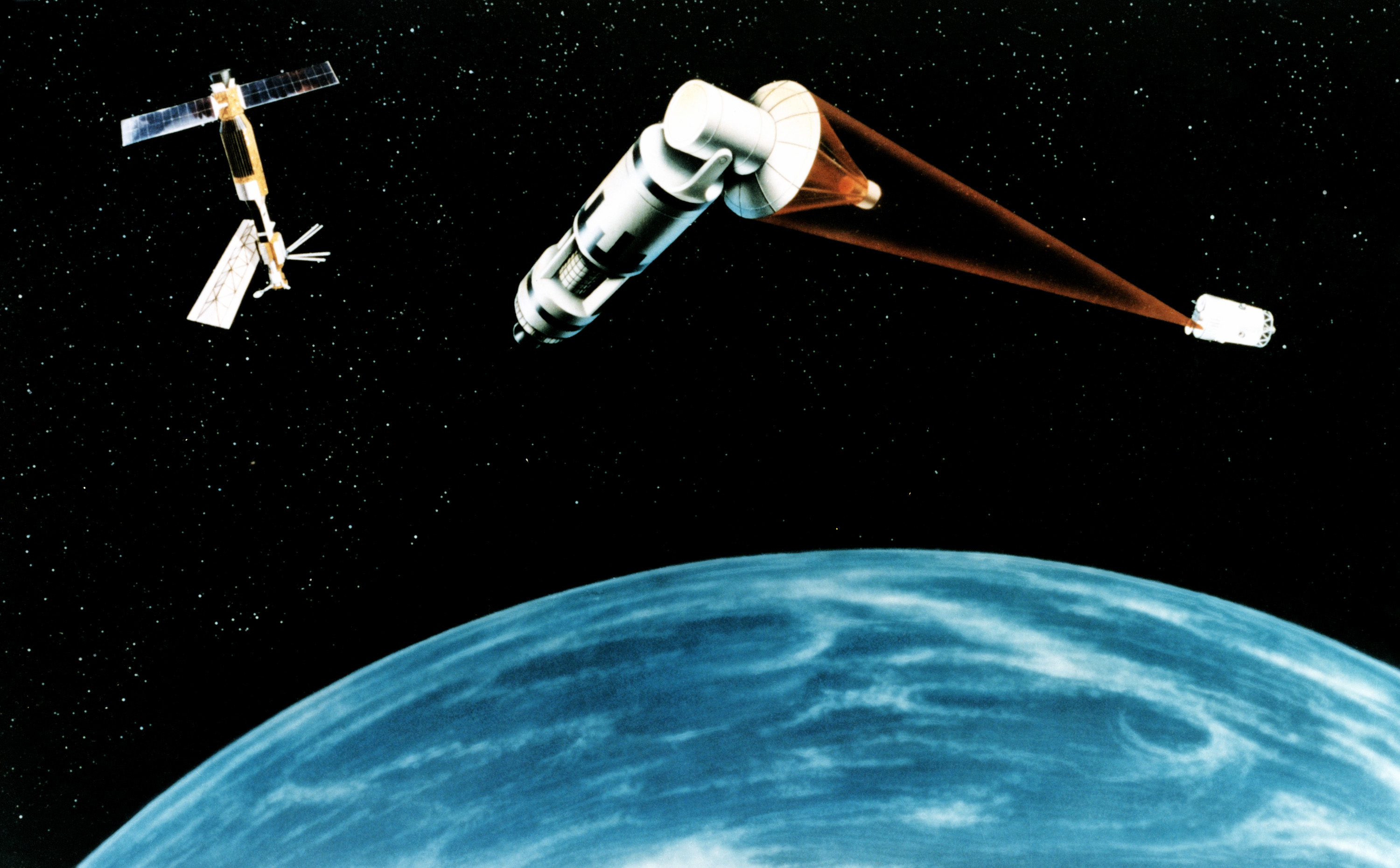
Das 1984 Strategic-Defense-Initiative-Konzept eines weltraumgestützten Allzweck-Nuclear-Reactor-pumped-Laser- oder Wasserstofffluorid-Laser-Satelliten, feuert auf ein Ziel und erzeugt eine Moment-Änderung im Zielobjekt durch Laserablation.

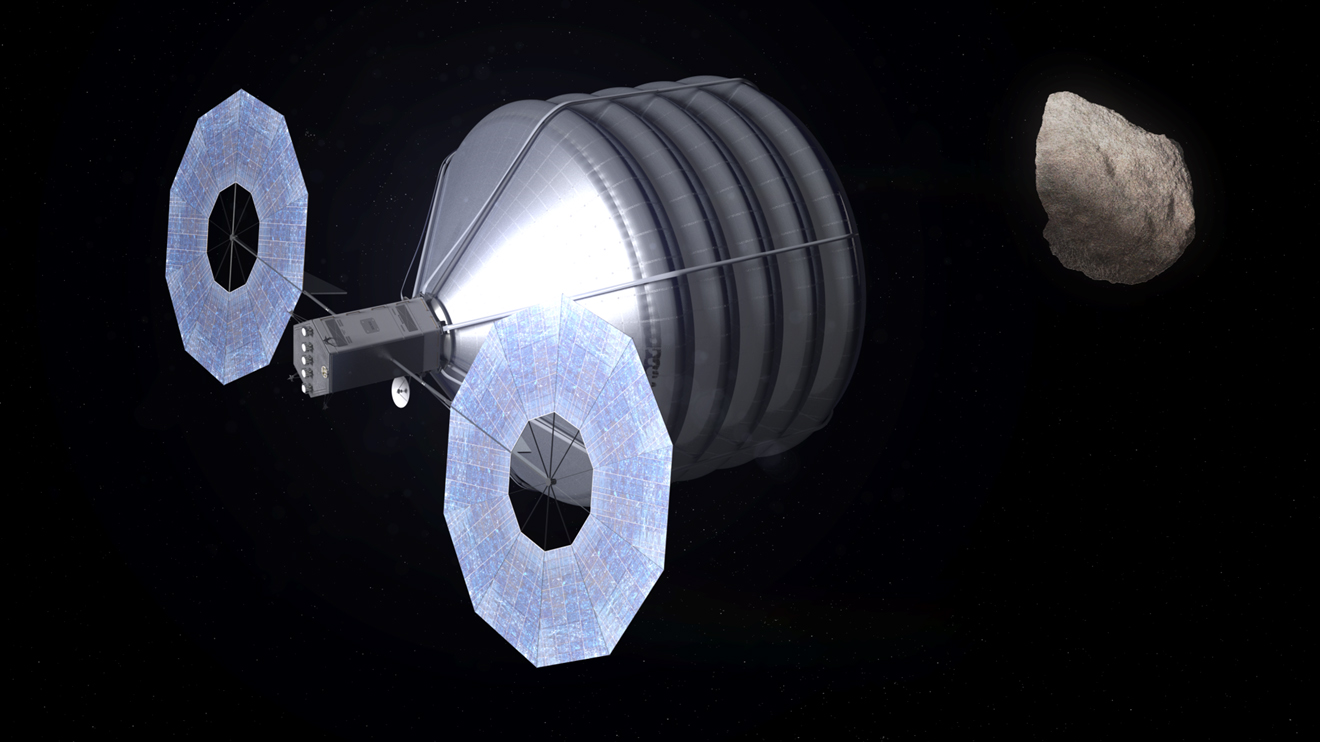
Eine angedachte Methode, bedrohliche große Himmelskörper zu entschärfen, ist, eingefangene kleinere Himmelskörper zum Einschlag auf die großen zu bringen und diese so aus gefährlichen Flugbahnen abzulenken.

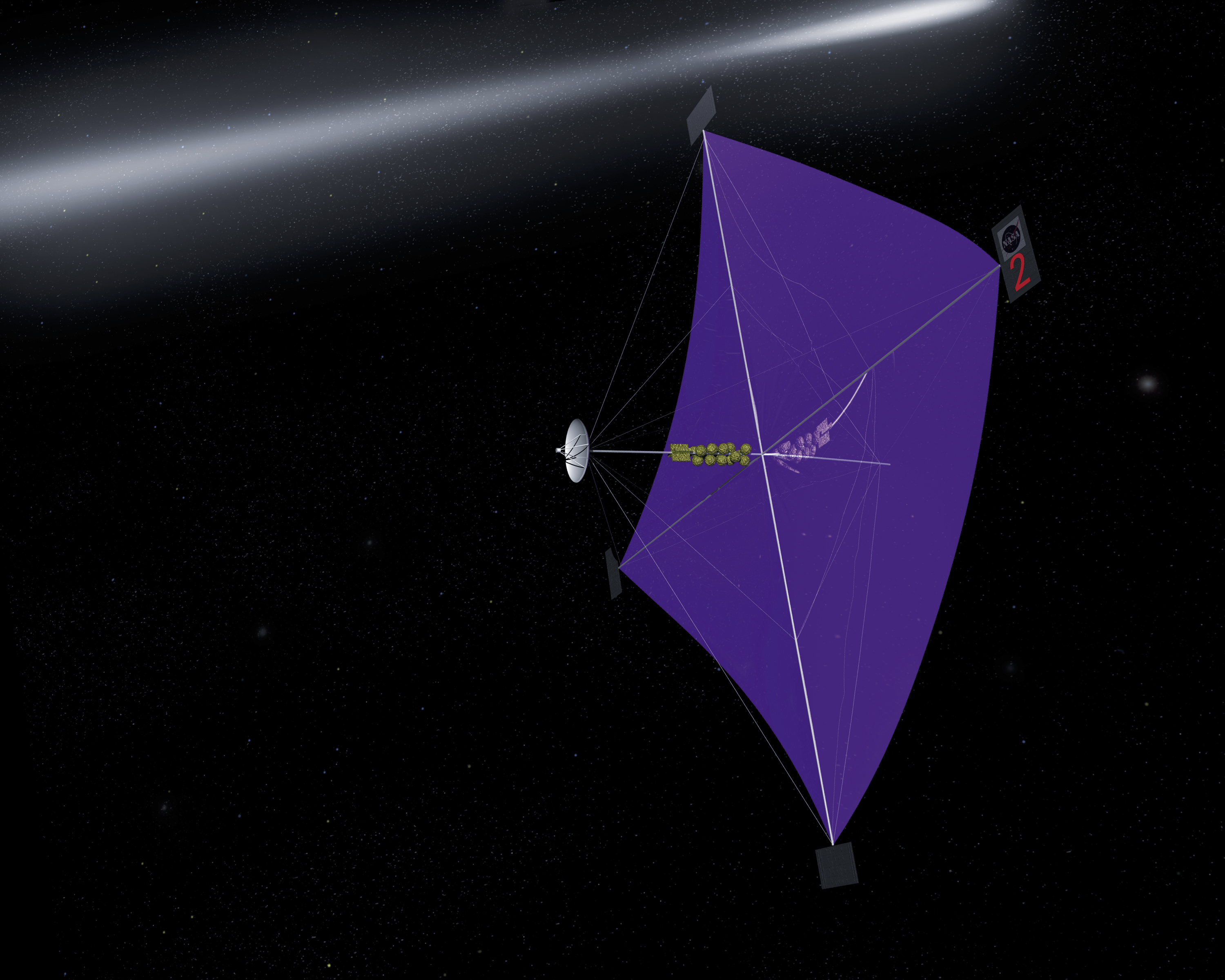
NASA-Studie eines 0,5 km² großen Sonnensegels zum Abdrängen von großen Himmelskörpern

Zukünftige Abwehrstrategien umfassen land-, see- und luftgestützte Waffensysteme, Weltraumwaffen, Energiewaffen und Railguns, aber auch bemannte und unbemannte Raumfahrtmissionen. 2007 wurde eine mögliche Asteroidenabwehr bzw. eine Bahnablenkung mit Kernwaffen diskutiert und untersucht. Für den eventuellen Fall einer Asteroidenabwehr setzte die US-Regierung die für 2015 geplante Demontage von einigen nuklearen Gefechtsköpfen aus. 2015 vereinbarten NASA und National Nuclear Security Administration eine Kooperation. Die Nasa und die Iowa State University entwickelten ein Konzept für ein Hypervelocity Asteroid Intercept Vehicle (HAIV). Auch der Einsatz von UAVs wird erforscht. Im Oktober 2010 empfahl eine NASA-Arbeitsgruppe, der auch Rusty Schweickart, ein ehemaliger Astronaut angehörte, die Gründung einer Behörde für Planetare Verteidigung, das Planetary Defense Office.
Auch die ESA befasst sich im Rahmen des Space-Situational-Awareness-Programms mit potentiellen Risikofaktoren für die Erde, wie Weltraumwetter, Weltraummüll und erdnahen Objekten. Die deutsche Luftwaffe und das DLR betreiben das Weltraumlagezentrum, das sich u. a. mit möglichen Gefährdungen durch Objekte aus dem Weltraum befasst. Im Mai 2013 eröffnete die Weltraumorganisation im Europäischen Weltraumforschungsinstitut (ESRIN) ein Koordinierungszentrum für erdnahe Objekte.
Projekte zur Himmelsüberwachung wie beispielsweise NEAT, LINEAR, LONEOS, CSS, CINEOS, Spacewatch versuchen, erdnahe Asteroiden und ähnliche Objekte zu entdecken. Für das Suchprojekt NEOWISE wurde das WISE-Weltraumteleskop genutzt. Um etwaige Risiken besser bewerten und einstufen zu können, wurden die Turiner Skala, die Palermo-Skala und Impakt- und Kollisions-Monitoring-Systeme wie NEODyS und Sentry konzipiert. NASA und die University of Hawaii betreiben das Frühwarnsystem ATLAS (Asteroid Terrestrial-impact Last Alert System), mit dem Asteroiden ab 100 Meter Durchmesser drei Wochen vor dem Aufschlag auf die Erde erkannt werden können.
Seit einigen Jahren gibt es Bestrebungen auf internationaler Ebene, die Risiken und Gefahren, die von erdnahen Objekten und einem Einschlag ausgehen, zu evaluieren. Das Büro der Vereinten Nationen für Weltraumfragen und der Weltraumausschuss der Vereinten Nationen gründeten u. a. Arbeitsgruppen, wie das UN Action Team 14, die sich mit der Thematik befassten. Mit der Einrichtung der Space Mission Planning Advisory Group (SMPAG) 2013 stellte das Action Team seine Arbeit ein und wurde 2015 aufgelöst.
Die International Academy of Astronautics hielt 2009 die erste Konferenz (Protecting Earth from Asteroids) in Spanien ab, weitere 2011 in Bukarest (From Threat to Action), 2013 in Flagstaff, 2015 am ESRIN in Frascati, Italien und 2017 in Tokyo, Japan. 2019 simulierten interdisziplinäre Organisationen, verschiedene Szenarien in Washington, D.C.
Auch andere Non-Profit-Nichtregierungsorganisationen wie die B612 Foundation oder die Secure World Foundation befassen sich mit der Möglichkeit einer Abwehr von PHOs (Potentially Hazardous Objects, engl. potentiell gefährliche Objekte). Seit 2012 schreibt das Space Generation Advisory Council jährlich Move An Asteroid und Find An Asteroid -Wettbewerbe aus.
Auf einer Konferenz über die Möglichkeit und Erfordernisse für Asteroidenbergbau am California Institute of Technology im September 2011 sah Rusty Schweickart als größte Herausforderung für eine Asteroidenabwehr nicht erforderliche Technologie und Technik, sondern das gegenwärtige menschliche Unvermögen zu internationaler Zusammenarbeit und Kooperation. Auch andere Forscher, wie z. B. Claudio Maccone, sehen im Aufbau einer globalen Asteroidenabwehr eine internationale Notwendigkeit und Herausforderung.
Von Januar 2012 bis September 2017 suchte das internationale Forschungsprojekt NEOShield/NEOShield 2 unter Leitung der DLR nach Möglichkeiten zur Abwehr von Asteroiden.
Im Juni 2012 wurde im UN-Ausschuss für die friedliche Nutzung des Weltraums über die Gestaltung eines Informations-, Analyse- und Warnnetzwerkes beraten.
Februar 2013 fand eine weitere Beratung des Scientific and Technical Subcommittees statt, dessen Empfehlungen 2014 der Generalversammlung der Vereinten Nationen vorgestellt werden. Die Forscher der Vereinten Nationen konkretisierten den Aufbau eines internationalen Frühwarnnetzwerkes (International Asteroid Warning Network – IAWN) und schlugen vor, die Bevölkerung besser über etwaige Bedrohungen und Konsequenzen eines Impaktes zu informieren. Eine RAND-Studie aus dem Jahr 2005 hält eine Geheimhaltung eines möglichen bevorstehenden Impaktereignisses bis zum letztmöglichen Zeitpunkt vor der allgemeinen Bevölkerung für unumgänglich, um etwaige Maßnahmen und Vorbereitungen durchführen zu können.
2011 begannen die Planungen von ESA, NASA, und andere Organisationen an der gemeinsamen Asteroiden-Abwehrmission, AIDA – Asteroid Impact & Deflection Assessment, bei der verschiedene Abwehrkonzepte, wie z. B. ein Impaktor, konzipiert wurden. Das Ziel des Projektes war der erdnahe Doppelasteroid (65803) Didymos. Am 26. September 2022 schlug die am 24. November 2021 gestartete NASA-Sonde DART (Double Asteroid Redirection Test, englisch für „Doppelasteroiden-Ablenkungstest“) auf Dimorphos, dem kleineren Begleiter von Didymos, ein. Anschließend wurde überprüft, wie stark sich die Umlaufbahn von Dimorphos um seinen Mutterasteroiden dadurch verändert hatte. Am 11. Oktober 2022 gab die NASA bekannt, dass man mit dem Manöver die Umlaufzeit von Dimorphos von 11 Stunden 55 Minuten um 32 Minuten auf 11 Stunden 23 Minuten verkürzt, also den kleineren Asteroiden näher an Didymos herangebracht hatte. Außerdem war bei dem Einschlag eine große Menge Geröll ausgeworfen worden, das einen kometenartigen, etwa 10.000 km langen Schweif bildete.
Die Hera-Mission der ESA soll 2027 beim Asteroiden eintreffen und das System genauer nach Aufbau, Massen und Zusammensetzung, sowie auf die Auswirkungen des Einschlags von DART untersuchen.
Nach dem Airburst eines Objektes im Februar 2013 über dem Ural schlugen russische und US-amerikanische Politiker vor, Möglichkeiten einer zukünftigen globalen Asteroidenabwehr in Betracht zu ziehen.
Die Russische Föderation kündigte an, bis Ende 2013 ein Forschungsprojekt für eine mögliche Asteroidenabwehr in die Wege zu leiten. Der Wissenschaftsausschuss des US-Repräsentantenhauses hielt im März 2013 eine Anhörung mit John Holdren, Charles Bolden und William L. Shelton, dem Leiter des Air Force Space Command, ab. Ebenso befasste sich ein Ausschuss des US-Senats mit Gefahren durch erdnahe Objekte und den Möglichkeiten einer Detektion und Abwehr.
Die NASA begann auf dem Areal des Kennedy Space Centers mit dem experimentellen Projekt ‘KaBOOM’ (Ka-Band Objects Observation and Monitoring). Dabei werden vorerst drei 12-Meter-Radioteleskope verwendet. Ziel dieses Proof of Concept ist es, mit radarastronomischen Methoden, Objekte in Entfernungen zwischen 0.5 und 1 AU zu detektieren.
Im April 2013 kündigte die US-Raumfahrtbehörde NASA die New Asteroid Initiative an, bei der die Erforschung eines kleinen Asteroiden in situ geplant ist. Als ideales Zielobjekt bezeichnete Charles Bolden einen etwa 500 Tonnen schweren und sieben bis zehn Meter großen Himmelskörper. Die Mission soll auch Erkenntnisse über zukünftige Ablenkungs- und Abwehrmaßnahmen von Objekten bringen. Juni 2013 begann die „Asteroid Grand Challenge“, in der die NASA andere Raumfahrtorganisationen, wissenschaftliche und private Institutionen und die interessierte Öffentlichkeit einlud, Vorschläge einzubringen, wie potentiell gefährliche Asteroiden detektiert, klassifiziert und abgelenkt werden könnten. Im Januar 2014 wurden erste Vorschläge und Empfehlungen veröffentlicht. Im März startete das Crowdsourcing-Projekt Asteroid Data Hunter, ein mit einem Preisgeld dotierter Programmierwettbewerb, bei dem NASA und Planetary Resources interessierte Softwareentwickler einlud, bei der Entwicklung eines Algorithmus zu helfen, um damit zukünftig Asteroiden in Beobachtungsdaten erdgebundener Teleskope schneller finden zu können.
Anlässlich des Jahrestages des Tunguska-Ereignisses am 30. Juni fand 2015 ein Internationaler Tag der Asteroiden statt, bei dem die Öffentlichkeit über die Gefahr eines Asteroideneinschlages informiert wurde. Prominente und Forscher wie Carolyn Shoemaker, Martin Rees, Jim Lovell, Alexei Leonow, Chris Austin Hadfield, Brian Cox, Bill Nye, Kip Thorne, Richard Dawkins, Brian May, Jill Cornell Tarter und andere unterstützen diese Initiative.
Anfang des Jahres 2016 richtete die NASA eine Koordinationsstelle für planetare Verteidigung und Katastrophenhilfe nach einem Asteroiden- oder Meteoriteneinschlag ein, das PDCO (Planetary Defense Coordination Office).
Ein Forscher des russischen Raketenzentrums Makejew schlug den Einsatz optimierter ICBMs zur Asteroidenabwehr vor, Testzielobjekt könnte (99942) Apophis sein. Die US-Katastrophenschutzbehörde FEMA hat Impaktszenarien in ihre Planspiele aufgenommen. Im Herbst 2016 stellte die NASA das Frühwarnsystem Scout vor. Im Januar 2017 veröffentlichte die US-Regierung die National Near Earth Object Preparedness Strategy und kündigte einen Aktionsplan an. Im Oktober 2017 testeten Astronomen im Rahmen einer Multi-Site-Beobachtungskampagne die Möglichkeiten der Überwachungssysteme. Testobjekt war der Apolloasteroid 2012 TC4.
Stand der Wissenschaft ist, dass von größeren Asteroiden derzeit keine Gefahr ausgeht, da sie fast alle bekannt und ihre Bahnen genau vermessen sind. Mittelgroße Erdbahnkreuzer werden sehr wahrscheinlich viele Male so nah vorbeikommen, dass sie entdeckt und über Jahrzehnte beobachtet und ggf. mit sehr sanften Methoden abgelenkt werden können, wenn die Beobachtungsprogramme großzügig ausgebaut werden. Für Kometen trifft das nicht zu. Die Vorwarnzeit bleibt absehbar sehr gering, sodass heutige Technik wirkungslos wäre. Gleichzeitig sei die Trefferrate so gering, dass die Entwicklung einer geeigneten Abwehr kommenden Generationen überlassen werden kann.
Im Juni 2018 veröffentlichte die Regierung der Vereinigten Staaten den Near-Earth Object Preparedness Strategy and Action Plan.
Im September 2020 vereinbarten NASA und die United States Space Force eine engere Kooperation im Bereich Planetary Defense.

## Filmdokumentation und Video
- Near Earth Objects and Planetary Defence Space Generation Advisory Council, ca. 29 min, englisch, abgerufen am 26. Juni 2011
- Keeping an Eye on Space Rocks jpl.nasa.gov, abgerufen am 4. November 2011
- Asteroid Initiative Workshop Plenary Session, Asteroid Initiative Workshop Cosmic Explorations Speakers Session November 2013, nasa@youtube, abgerufen am 22. November 2013
- Invasion der Aliens, National Geographic 2011, preview, natgeotv.com, abgerufen am 12. Juli 2012
- Asteroid Grand Challenge: Virtual Seminar Series nasa.gov, abgerufen am 19. März 2014